# Perché non sono musulmano
Perché non sono musulmano (Why I Am Not a Muslim) è un saggio del 1995 dello scrittore indo-statunitense Ibn Warraq.
È un'opera di critica all'Islam, alle religioni e al fondamentalismo. Il titolo è una citazione tratto da Perché non sono cristiano di Bertrand Russell.

## Edizione
- Ibn Warraq, Perché non sono musulmano, a cura di Monica Corbetta, I ed., Milano, Ariele, 2002,  p. 408, ISBN 88-86480-53-9.